# Академическая гребля на летних Олимпийских играх 1992 — двойки (мужчины)
Соревнования среди двоек распашных без рулевого по академической гребле среди мужчин на летних Олимпийских играх 1992 года прошли с 27 июля по 1 августа на озере Баньолес, расположенного в 95 километрах к северо-востоку от Барселоны, в провинции Жирона. В соревновании приняли участие 38 спортсменов из 19 стран. Действующими олимпийскими чемпионами являлись британцы Стив Редгрейв и Энди Холмс. После Игр в Сеуле Холмс завершил спортивную карьеру, в результате чего Редгрейв начал выступать в двойке вместе с Мэтью Пинсентом.
В итоге именно британский экипаж завоевал золото Олимпийских игр, уверенно выиграв все свои заезды, причём по ходу соревнований они дважды улучшали лучшее олимпийское время. Серебряные медали завоевали представители Германии Колин фон Эттингсхаузен и Петер Хёльценбайн, а бронза у словенцев Изтока Чопа и Дениса Жвегеля, которые завоевали первую в истории Словении олимпийскую медаль.
Игры 1992 года стали дебютными для гребцов из Словении, Литвы и Хорватии. Помимо этих стран на Играх выступали спортсмены Объединённой команды, в состав которой вошли представители всех стран (кроме Литвы, Латвии и Эстонии) бывшего СССР. Также из-за санкций гребцы из Югославии выступали в качестве независимых олимпийских участников.
По сравнению с прошлыми Играми произошли изменения в формате соревнований. На Играх в Барселоне спортсмены, выбывшие из борьбы за медали, продолжали выступление в классификационных заездах.

## Призёры
| Золото                                          | Серебро                                                | Бронза                               |
| Великобритания · Стив Редгрейв · Мэттью Пинсент | Германия · Колин фон Эттингсхаузен · Петер Хёльценбайн | Словения · Изток Чоп · Денис Жвегель |

## Рекорды
До начала летних Олимпийских игр 1992 года лучшее олимпийское время было следующим:
| Лучшее олимпийское время | Спортсмены                          | Время    | Место | Дата             |
| ------------------------ | ----------------------------------- | -------- | ----- | ---------------- |
| Лучшее олимпийское время | Румыния · Драгош Нягу · Дэнуц Добре | 06:31,95 | Сеул  | 19 сентября 1988 |

По ходу соревнований британцы Стив Редгрейв и Мэтью Пинсент дважды устанавливали новое лучшее олимпийское время.

## Расписание
| Дата      | Раунд                  |
| --------- | ---------------------- |
| 27 июля   | Предварительные заезды |
| 29 июля   | Отборочные заезды      |
| 30 июля   | Полуфиналы             |
| 1 августа | Финал                  |

## Результаты

### Предварительный этап
Победители каждого заезда напрямую проходили в полуфинал соревнований. Все остальные спортсмены попадали в утешительные заезды, где были разыграны ещё восемь мест в полуфиналах.

#### Заезд 1
| Место | Спортсмены                                | Страна                            | Время   | Отставание | Примечания |
| ----- | ----------------------------------------- | --------------------------------- | ------- | ---------- | ---------- |
| 1     | Колин фон Эттингсхаузен Петер Хёльценбайн | Германия                          | 6:41,65 | +0,00      | SF         |
| 2     | Снорре Лорген Сверке Лорген               | Норвегия                          | 6:43,10 | +1,45      | R          |
| 3     | Василе Томоягэ Драгош Нягу                | Румыния                           | 6:47,43 | +5,78      | R          |
| 4     | Ник Макдональд-Кроули Мэттью Макардл      | Австралия                         | 6:48,18 | +6,53      | R          |
| 5     | Владимир Баньянац Лазо Пивац              | Независимые олимпийские участники | 7:08,35 | +26,70     | R          |

#### Заезд 2
| Место | Спортсмены                       | Страна  | Время   | Отставание | Примечания |
| ----- | -------------------------------- | ------- | ------- | ---------- | ---------- |
| 1     | Люк Гуари Яак ван Дриссе         | Бельгия | 6:38,49 | +0,00      | SF         |
| 2     | Мишель Андрьё Жан-Кристоф Роллан | Франция | 6:39,95 | +1,46      | R          |
| 3     | Генри Геринг Гарольд Баккер      | Канада  | 6:42,84 | +4,35      | R          |
| 4     | Ричардас Букис Зигмас Гудаускас  | Литва   | 6:59,38 | +20,89     | R          |
| 5     | Мицуру Кимура Кадзуаки Мимото    | Япония  | 7:25,20 | +46,71     | R          |

#### Заезд 3
| Место | Спортсмены                       | Страна         | Время   | Отставание | Примечания |
| ----- | -------------------------------- | -------------- | ------- | ---------- | ---------- |
| 1     | Стив Редгрейв Мэттью Пинсент     | Великобритания | 6:36,53 | +0,00      | SF         |
| 2     | Изток Чоп Денис Жвегель          | Словения       | 6:37,11 | +0,58      | R          |
| 3     | Кристоф Кюффер Томас Штудхальтер | Швейцария      | 6:44,82 | +8,29      | R          |
| 4     | Питер Шарис Джон Пескаторе       | США            | 6:52,43 | +15,90     | R          |
| 5     | Хенрик Шнайдер Имре Мадьяр       | Венгрия        | 6:53,82 | +17,29     | R          |

#### Заезд 4
| Место | Спортсмены                     | Страна               | Время   | Отставание | Примечания |
| ----- | ------------------------------ | -------------------- | ------- | ---------- | ---------- |
| 1     | Златко Бужина Марко Перинович  | Хорватия             | 6:41,37 | +0,00      | SF         |
| 2     | Шорс ван Иварден Кай Компагнер | Нидерланды           | 6:42,91 | +1,54      | R          |
| 3     | Юрий Пименов Николай Пименов   | Объединённая команда | 7:09,37 | +28,00     | R          |
| 4     | Карл Зинцингер Херман Баэур    | Австрия              | 7:44,81 | +1:03,44   | R          |

### Отборочный этап
Первые два экипажа проходят в полуфинал соревнований. Остальные гребцы отправляются в финал C, где разыгрывают места с 13-го по 18-е. Сборная с худшим временем выбывает из соревнований, занимая 19-е место.

#### Заезд 1
| Место | Спортсмены                       | Страна                            | Время   | Отставание | Примечания |
| ----- | -------------------------------- | --------------------------------- | ------- | ---------- | ---------- |
| 1     | Шорс ван Иварден Кай Компагнер   | Нидерланды                        | 6:46,43 | +0,00      | SF         |
| 2     | Кристоф Кюффер Томас Штудхальтер | Швейцария                         | 6:47,61 | +1,18      | SF         |
| 3     | Владимир Баньянац Лазо Пивац     | Независимые олимпийские участники | 6:54,76 | +8,33      | FC         |
| 4     | Ричардас Букис Зигмас Гудаускас  | Литва                             | 7:01,82 | +15,39     | FC         |

#### Заезд 2
| Место | Спортсмены                           | Страна    | Время   | Отставание | Примечания |
| ----- | ------------------------------------ | --------- | ------- | ---------- | ---------- |
| 1     | Изток Чоп Денис Жвегель              | Словения  | 6:46,71 | +0,00      | SF         |
| 2     | Генри Геринг Гарольд Баккер          | Канада    | 6:47,46 | +0,75      | SF         |
| 3     | Ник Макдональд-Кроули Мэттью Макардл | Австралия | 6:48,67 | +1,96      | FC         |

#### Заезд 3
| Место | Спортсмены                       | Страна  | Время   | Отставание | Примечания |
| ----- | -------------------------------- | ------- | ------- | ---------- | ---------- |
| 1     | Мишель Андрьё Жан-Кристоф Роллан | Франция | 6:43,83 | +0,00      | SF         |
| 2     | Карл Зинцингер Херман Баэур      | Австрия | 6:52,89 | +9,06      | SF         |
| 3     | Хенрик Шнайдер Имре Мадьяр       | Венгрия | 6:53,44 | +9,61      | FC         |
| 4     | Василе Томоягэ Драгош Нягу       | Румыния | 7:28,57 | +44,74     | FC         |

#### Заезд 4
| Место | Спортсмены                    | Страна               | Время   | Отставание | Примечания |
| ----- | ----------------------------- | -------------------- | ------- | ---------- | ---------- |
| 1     | Снорре Лорген Сверке Лорген   | Норвегия             | 6:42,97 | +0,00      | SF         |
| 2     | Питер Шарис Джон Пескаторе    | США                  | 6:45,31 | +2,34      | SF         |
| 3     | Юрий Пименов Николай Пименов  | Объединённая команда | 6:51,57 | +8,60      | FC         |
| 4     | Мицуру Кимура Кадзуаки Мимото | Япония               | 7:26,14 | +43,17     | FC         |

### Полуфиналы
Первые три экипажа из каждого заезда проходили в финал соревнований. Все остальные спортсмены попадали в финал B, где разыгрывали места с 7-го по 12-е.

#### Заезд 1
| Место | Спортсмены                                | Страна         | Время      | Отставание | Примечания |
| ----- | ----------------------------------------- | -------------- | ---------- | ---------- | ---------- |
| 1     | Стив Редгрейв Мэттью Пинсент              | Великобритания | 6:31,13 OB | +0,00      | FA         |
| 2     | Колин фон Эттингсхаузен Петер Хёльценбайн | Германия       | 6:33,72    | +2,59      | FA         |
| 3     | Изток Чоп Денис Жвегель                   | Словения       | 6:34,48    | +3,35      | FA         |
| 4     | Снорре Лорген Сверке Лорген               | Норвегия       | 6:38,28    | +7,15      | FB         |
| 5     | Карл Зинцингер Херман Баэур               | Австрия        | 6:45,42    | +14,29     | FB         |
| 6     | Кристоф Кюффер Томас Штудхальтер          | Швейцария      | 6:47,03    | +15,90     | FB         |

#### Заезд 2
| Место | Спортсмены                       | Страна     | Время   | Отставание | Примечания |
| ----- | -------------------------------- | ---------- | ------- | ---------- | ---------- |
| 1     | Мишель Андрьё Жан-Кристоф Роллан | Франция    | 6:33,88 | +0,00      | FA         |
| 2     | Люк Гуари Яак ван Дриссе         | Бельгия    | 6:34,72 | +0,84      | FA         |
| 3     | Питер Шарис Джон Пескаторе       | США        | 6:35,99 | +2,11      | FA         |
| 4     | Генри Геринг Гарольд Баккер      | Канада     | 6:37,29 | +3,41      | FB         |
| 5     | Шорс ван Иварден Кай Компагнер   | Нидерланды | 6:39,85 | +5,97      | FB         |
| 6     | Златко Бужина Марко Перинович    | Хорватия   | 6:47,87 | +13,99     | FB         |

### Финалы

#### Финал C
| Место | Спортсмен                            | Страна                            | Время   | Отставание | Итоговое место |
| ----- | ------------------------------------ | --------------------------------- | ------- | ---------- | -------------- |
| 1     | Ник Макдональд-Кроули Мэттью Макардл | Австралия                         | 6:44,06 | +0,00      | 13             |
| 2     | Владимир Баньянац Лазо Пивац         | Независимые олимпийские участники | 6:44,52 | +0,46      | 14             |
| 3     | Юрий Пименов Николай Пименов         | Объединённая команда              | 6:48,24 | +4,18      | 15             |
| 4     | Хенрик Шнайдер Имре Мадьяр           | Венгрия                           | 6:51,20 | +7,14      | 16             |
| 5     | Ричардас Букис Зигмас Гудаускас      | Литва                             | 7:03,01 | +18,95     | 17             |
| 6     | Мицуру Кимура Кадзуаки Мимото        | Япония                            | 7:17,93 | +33,87     | 18             |

#### Финал B
| Место | Спортсмен                        | Страна     | Время   | Отставание | Итоговое место |
| ----- | -------------------------------- | ---------- | ------- | ---------- | -------------- |
| 1     | Снорре Лорген Сверке Лорген      | Норвегия   | 6:36,16 | +0,00      | 7              |
| 2     | Шорс ван Иварден Кай Компагнер   | Нидерланды | 6:37,22 | +1,06      | 8              |
| 3     | Генри Геринг Гарольд Баккер      | Канада     | 6:37,32 | +1,16      | 9              |
| 4     | Златко Бужина Марко Перинович    | Хорватия   | 6:37,57 | +1,41      | 10             |
| 5     | Кристоф Кюффер Томас Штудхальтер | Швейцария  | 6:39,64 | +3,48      | 11             |
| 6     | Карл Зинцингер Херман Баэур      | Австрия    | 6:46,68 | +10,52     | 12             |

#### Финал A
До начала соревнований главными фаворитами олимпийского турнира являлись действующие чемпионы мира британцы Стива Редгрейва и Мэтью Пинсента. Финальный заезд прошёл с подавляющим преимуществом британского экипажа. К середине дистанции британцы больше корпуса выигрывали у соперников из Германии и Словении. На второй половине дистанции Редгрейв и Пинсент начали увеличивать отрыв и к финишу выигрывали у конкурентов почти 5 секунд. Дистанцию финального заезда британские гребцы завершили за 6:27,72, что почти на 3,5 секунды быстрее предыдущего лучшего олимпийского времени, установленного ими же в полуфинале. Вторыми к финишу пришли гребцы из Германии, а третьими из Словении.
| Место | Спортсмен                                 | Страна         | Время      | Отставание |
| ----- | ----------------------------------------- | -------------- | ---------- | ---------- |
| 1     | Стив Редгрейв Мэттью Пинсент              | Великобритания | 6:27,72 OB | +0,00      |
| 2     | Колин фон Эттингсхаузен Петер Хёльценбайн | Германия       | 6:32,68    | +4,96      |
| 3     | Изток Чоп Денис Жвегель                   | Словения       | 6:33,43    | +5,71      |
| 4     | Мишель Андрьё Жан-Кристоф Роллан          | Франция        | 6:36,34    | +8,62      |
| 5     | Люк Гуари Яак ван Дриссе                  | Бельгия        | 6:38,20    | +10,48     |
| 6     | Питер Шарис Джон Пескаторе                | США            | 6:39,23    | +11,51     |